# Davit Askurava
Davit Askurava (georgisch დავით ასკურავა; * 29. Juli 1990 in Tiflis) ist ein ehemaliger georgischer Radsportler.

## Sportliche Laufbahn
2013 belegte Davit Askurava Platz fünf bei der georgischen Straßenmeisterschaft. In den folgenden Jahren errang er seine Erfolge vorwiegend auf der Bahn. Bis 2018 wurde er zehnmal georgischer Meister in den Disziplinen Sprint, Einerverfolgung, Teamsprint und 1000-Meter-Zeitfahren. Seit 2013 startete er auch jährlich bei den georgischen Straßenmeisterschaften und platzierte sich in Straßenrennen und Einzelzeitfahren regelmäßig unter den besten Zehn.

## Erfolge
2015
- Georgischer Meister – Sprint, Einerverfolgung, 1000-Meter-Zeitfahren

2016
- Georgischer Meister – Sprint, 1000-Meter-Zeitfahren

2017
- Georgischer Meister – Sprint, Einerverfolgung, 1000-Meter-Zeitfahren

2018
- Georgischer Meister – Sprint, Teamsprint (mit Maksym Lopatyuk und Giorgi Kochakidze)